# Бледа Родригес, Мануэль
Мануэль Бледа Родригес (исп. Manuel Bleda Rodríguez; 31 июля 1990, Масамагрель, Испания), более известный как Маноло Бледа (исп. Manolo Bleda) — испанский футболист, нападающий.

## Карьера
Воспитанник клуба «Леванте», первые матчи на взрослом уровне провёл в резервной команде «Кастельона». До 2013 года играл в клубах низших лиг Испании, в том числе провёл 5 матчей в Сегунде за «Кастельон».
В 2014 году выступал за бобруйскую «Белшину», забил 7 голов в 19 матчах. 12 апреля 2014 года сделал хет-трик в игре против брестского «Динамо» (7:0).
В конце августа 2014 года перешёл в «Истиклол», таким образом став первым испанским легионером в Таджикистане. Сделал дубль в своём дебютном матче, в Кубке Таджикистана против «Хосилота» (10:0), также отличился голом в дебютном матче чемпионата страны в ворота «Парвоза». Стал автором 500-го гола «Истиклола» в чемпионатах Таджикистана. Всего провёл в Таджикистане полтора сезона.
Весной 2016 года выступал в Румынии за «Чахлэул». Затем перешёл в гонконгский «Истерн», в его составе провёл три сезона, стал серебряным призёром чемпионата страны сезона 2016/17 и занял второе место в споре бомбардиров с 16 голами, уступив бразильцу Сандро (21). В сезоне 2018/19 стал лучшим бомбардиром чемпионата Гонконга (12 голов), разделив титул с бразильцем Лукасом Силвой. В 2019 году перешёл в другой гонконгский клуб, «Китчи».